# Rally Isla de Tenerife de 1993
El Rally Isla de Tenerife de 1993, oficialmente 25.º Rally Isla de Tenerife, fue la vigesimoquinta edición y la undécima cita de la temporada 1993 del Campeonato de España de Rally. Se celebró del 12 al 13 de noviembre y contó con un itinerario de quince tramos que sumaban un total de 155 km cronometrados.

## Itinerario
| Día   | Tramo | Nombre                  | Distancia |
| ----- | ----- | ----------------------- | --------- |
| Día 1 | TC1   | El Bailadero            | 15.90 km  |
| Día 1 | TC2   | Cumbres de Tegueste     | 6.80 km   |
| Día 1 | TC3   | Las Lagunetas-Los Loros | 20.10 km  |
| Día 1 | TC4   | El Bailadero            | 15.90 km  |
| Día 1 | TC5   | Cumbres de Tegueste     | 6.80 km   |
| Día 1 | TC6   | Las Lagunetas-Los Loros | 20.10 km  |
| Día 1 | TC7   | Arico                   | 9.30 km   |
| Día 1 | TC8   | El Río                  | 7.00 km   |
| Día 1 | TC9   | Atogo                   | 7.00 km   |
| Día 1 | TC10  | Arico                   | 9.30 km   |
| Día 1 | TC11  | El Río                  | 7.00 km   |
| Día 1 | TC12  | Atogo                   | 7.00 km   |
| Día 1 | TC13  | Arico                   | 9.30 km   |
| Día 1 | TC14  | El Río                  | 7.00 km   |
| Día 1 | TC15  | Atogo                   | 7.00 km   |

## Clasificación final
| Pos. | Piloto             | Copiloto             | Automóvil                   | Tiempo  | Diferencia |
| ---- | ------------------ | -------------------- | --------------------------- | ------- | ---------- |
| 1.   | Gregorio Picar     | Andrés Castro        | Ford Escort RS Cosworth     | 1:46:19 | 0.0        |
| 2.   | Manuel Mesa        | Francisco Pérez      | Ford Sierra RS Cosworth 4x4 | 1:49:11 | +2:52      |
| 3.   | Miguel Ángel Cruz  | Domingo de Paz       | Opel Astra GSi 16V          | 1:49:34 | +3:15      |
| 4.   | Lorenzo Raya       | José R. Negrín       | Peugeot 309 GTI             | 1:53:20 | +7:01      |
| 5.   | José Ángel Ojeda   | Ángel Lorenzo        | Honda Civic                 | 1:56:57 | +10:38     |
| 6.   | Ricardo Ledesma    | Jesús Alberto García | BMW M3                      | 1:57:45 | +11:26     |
| 7.   | Carlos Marrero     | Juan Fernando Nandy  | Honda Civic                 | 1:58:25 | +12:06     |
| 8.   | "El Grillo"        | Inocencio Rodríguez  | Renault 5 GT Turbo          | 1:58:29 | +12:10     |
| 9.   | José C. Brito      | Tomás Hernández      | Renault 5 GT Turbo          | 1:59:22 | +13:03     |
| 10.  | Juan Domingo Reyes | Pablo Cano           | Volkswagen Polo G40         | 2:00:09 | +13:50     |